# فوسفاتاز حمضي بروستاتي
الفوسفاتاز الحمضي البروستاتي، يسمى أيضًا الفوسفاتاز الحمضي البروستاتي النوعي، هو إنزيم تنتجه البروستاتا. تزداد مستوياته لدى الرجال المصابين بسرطان البروستاتا أو أمراض أخرى.
توجد أعلى مستويات الفوسفاتاز الحمضي في سرطان البروستاتا الانبثاثي. ترتفع مستويات هذا الإنزيم بشكل معتدل في أمراض العظام مثل مرض بادجيت أو فرط جارات الدرقية وأمراض خلايا الدم مثل فقر الدم المنجلي أو الورم النقوي المتعدد أو أمراض الاختزان في الجسميات الحالة، مثل داء غوشيه.
تسبب بعض الأدوية زيادة أو نقصان مؤقت في مستويات الفوسفاتاز الحمضي. قد تؤدي معالجة غدة البروستاتا من خلال التدليك أو الخزعة أو فحص المستقيم إلى زيادة مستويات الإنزيم.
قد ترتبط وظيفتة الإنزيم الفزيولوجية بعملية إسالة السائل المنوي.

## استخدامه في تشخيص سرطان البروستاتا

### واسم مصلي
استُخدم الفوسفاتاز الحمضي البروستاتي النوعي لمراقبة وتقييم تطور سرطان البروستاتا حتى اكتشاف المستضد البروستاتي النوعي، والذي حل مكانه إلى حد كبير. اقترحت الأبحاث اللاحقة أن له دورًا في التنبؤ بسرطان البروستاتا متوسط وعالي الخطورة، وازداد الاهتمام به كواسم حيوي.

### الكيمياء النسيجية المناعية
غالبًا ما يستخدم التلوين الكيميائي النسيجي المناعي للفوسفاتاز الحمضي البروستاتي النوعي مع المستضد البروستاتي النوعي (الصبغ)، من قبل أخصائيي علم الأمراض، للمساعدة في التمييز بين السرطانات التي يصعب تشخيصها التفريقي. مثلًا، قد يظهر كل من سرطانة البروستاتا الغدية ضعيف التمايز (سرطان البروستاتا) وسرطانة الخلايا الانتقالية (سرطان المثانة) متشابهين تحت المجهر، لكن تلوين الفوسفاتاز الحمضي البروستاتي النوعي والمستضد البروستاتي النوعي يمكن أن يساعد في التمييز بينهما؛ في سرطانة البروستاتا الغدية، غالبًا ما يتلون المستضد البروستاتي النوعي و/أو الفوسفاتاز الحمضي البروستاتي النوعي، على عكس سرطانة الخلايا الانتقالية.

## فيروس العوز المناعي البشري
قد يلعب الفوسفاتاز الحمضي البروستاتي دورًا مهمًا في انتقال فيروس العوز المناعي البشري. وجد باحثون في جامعة أولم في ألمانيا أن الفوسفاتاز الحمضي البروستاتي يشكل أليافًا نشوانية. أطلقوا على هذه الألياف اسم محرض العدوى الفيروسية المشتق من السائل المنوي (إس إي في آي) وأظهروا أنها تلتقط فيروسات العوز المناعي البشري وتعزز ارتباطها بالخلايا الهدف. قد يؤدي ارتباط المستضد البروستاتي النوعي بفيروس العوز المناعي البشري إلى زيادة قدرة الفيروس على إصابة الخلايا البشرية. قد يكون المستضد البروستاتي النوعي هدفًا مستقبليًا للجهود المبذولة لمكافحة انتشار عدوى فيروس العوز المناعي البشري.

## تثبيط الألم
اقترحت دراسة في جامعة شمال كارولينا وجامعة هلسنكي أن الفوسفاتاز الحمضي البروستاتي يمكن أن يكون له تأثيرات قوية مضادة لاستقبال الألم، ومضادة لفرط التحسس للألم، ومضادة للألم الخيفي، تستمر لفترة أطول من المورفين. تستمر جرعة واحدة من الفوسفاتاز الحمضي البروستاتي لمدة تصل إلى ثلاثة أيام، متجاوزةً بذلك الخمس الجرعة الواحدة من المورفين والتي تستمر لخمس ساعات. عند الضائقة، تطلق الخلايا العصبية مادة كيميائية تعرف باسم الأدينوسين ثلاثي الفوسفات (إيه تي بّي) والتي بدورها تحرض الإحساس بالألم. يتحطم الأدينوسين ثلاثي الفوسفات ليشكل الأدينوسين أحادي الفوسفات (إيه إم بّي)، يحوله الفوسفاتاز الحمضي البروستاتي إلى أدينوزين، وهو جزيء مثبط للألم.

## تاريخ
كان الفوسفاتاز الحمضي البروستاتي النوعي أول واسم ورمي مصلي وظهر في الأربعينيات والخمسينيات من القرن العشرين.